# Čedičové varhany u Hlinek
Čedičové varhany u Hlinek jsou přírodní památka jihozápadně od Hlinek v okrese Karlovy Vary. Lokalita se nachází pod kótou Hůrka (817 metrů). Předmětem ochrany je stěna bývalého lomu s čedičovými sloupy, které jsou klasickou ukázkou sloupcovité odlučnosti čediče a jsou ve Slavkovském lese ojedinělé. Čedičové sloupy se směrem k vrcholu mírně milířovitě sbíhají. Přírodní památku vyhlásila Správa chráněné krajinné oblasti Slavkovský les, která o území zároveň pečuje.

## Geologie
Lokalita je zaniklou třetihorní sopkou starou přibližně 22 milionů let. Sloupcovitá odlučnost je výsledkem smršťování a chladnutí lávy, která může za specifických podmínek utuhnout do podoby šestihranných sloupů, tzv. varhan. Převládající čedičovou horninou je nefelinit, v partiích s vyšším obsahem živců přechází do tefritu. Opuštěný kamenolom je návštěvní lokalitou Geoparku Egeria, který je součástí Česko-bavorského geoparku.

## Fauna a flóra
Po botanické stránce není území zvlášť zajímavé. Kromě běžných druhů se zde vyskytuje orlíček obecný (Aquilegia vulgaris) a zimolez černý (Lonicera nigra) a lýkovec jedovatý (Daphne mezereum).
Na území přírodní památky a v jejím ochranném pásmu žije zmije obecná (Vipera berus) a ještěrka živorodá (Lacerta vivipara). Z ptáků zde pak byly v minulosti evidovány výskyty krkavce velkého (Corvus corax) a ořešníka kropenatého (Nucifraga caryocatactes).

## Údržba
V roce 2015 proběhlo odstranění náletových dřevin ze stěny lomu a očištění hlavic sloupů a v roce 2019 stržení pařezů z horní hrany lomové stěny a srovnání plochy dna lomu do roviny. Byly vyzvednuty velké spadané sloupce čediče jako geologické ukázky a přemístěny k informační tabuli pro návštěvníky lokality.

## Přístup
Od přístupové komunikace jeden kilometr jihovýchodně od Hlinek byla u vstupu do chráněného území umístěna naučná tabule objasňující problematiku přírodní památky. QR kód národního geoparku Egeria odkazuje na odborné informace. Od tabule je vyšlapaná pěšina až pod lomovou stěnu.

## Galerie

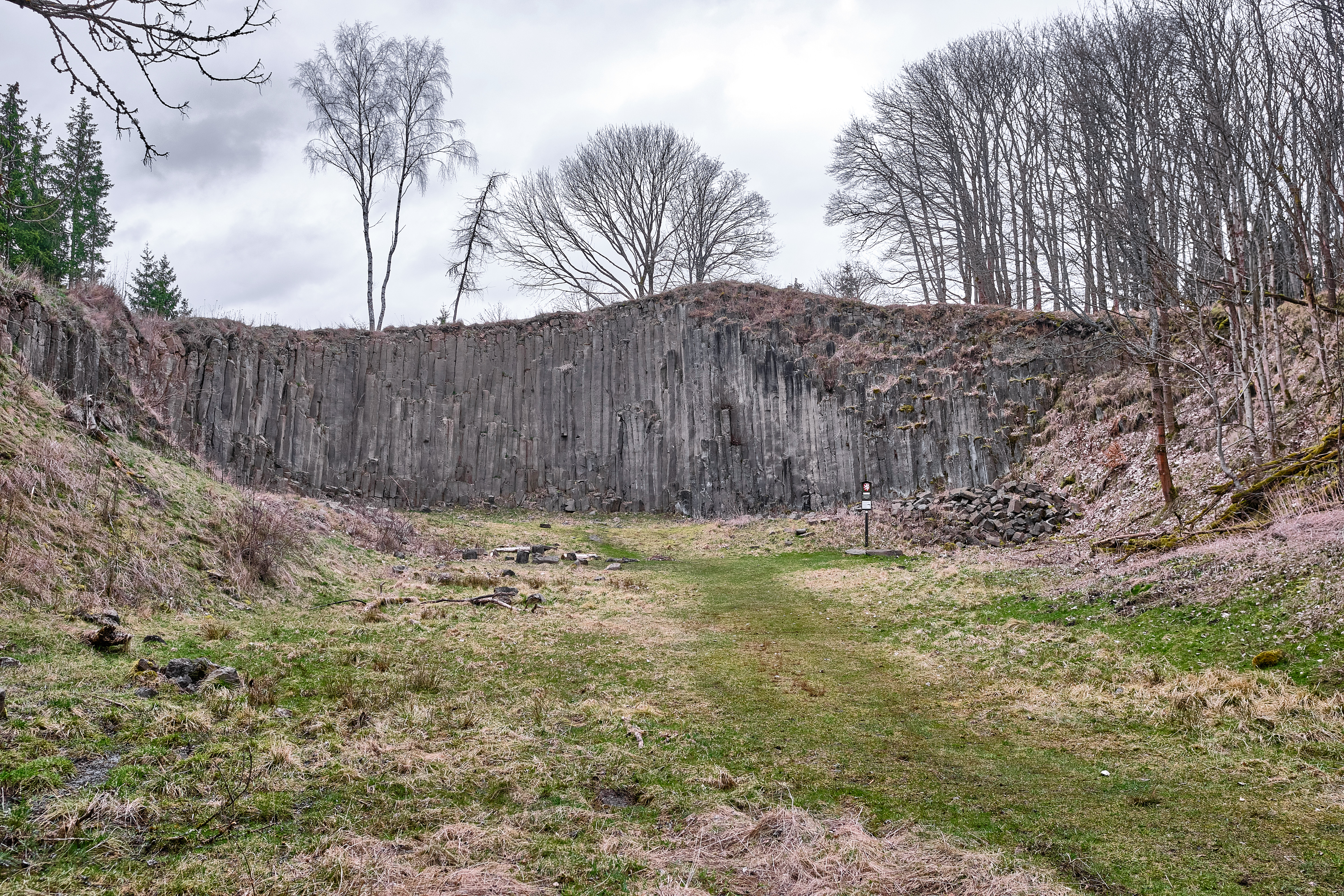
Celkový pohled
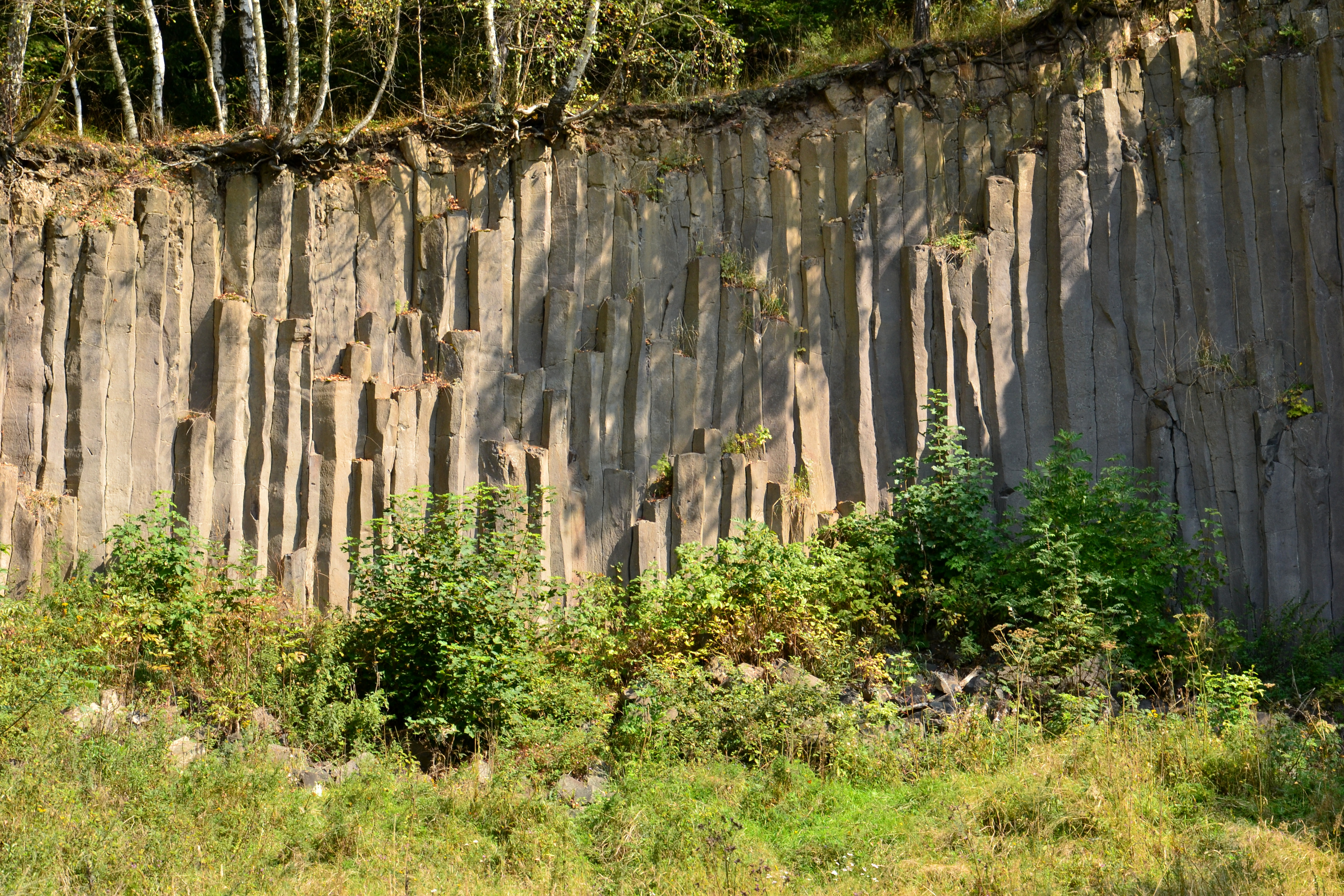
Detail lomové stěny
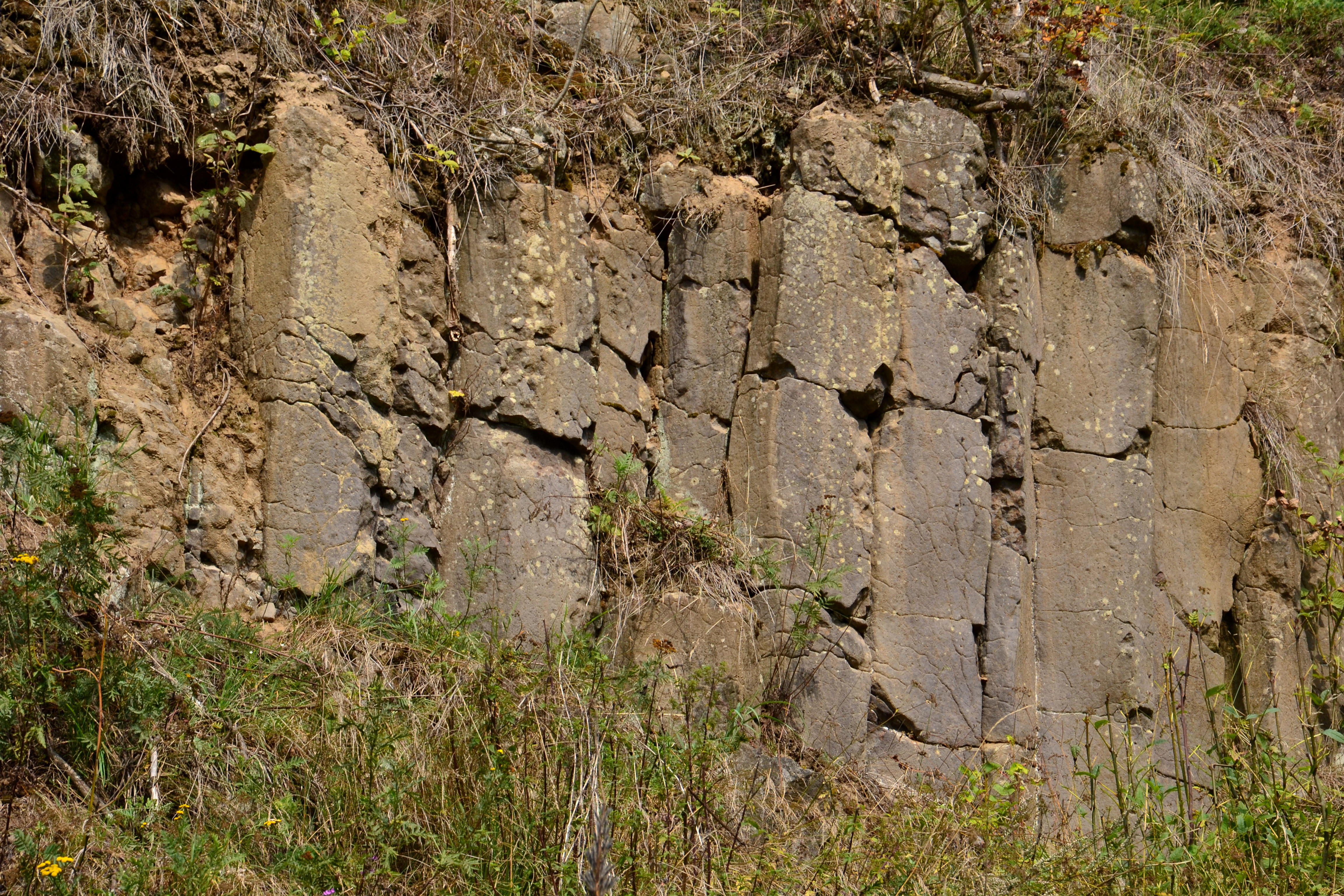
Zvětralé sloupce nefelinitu
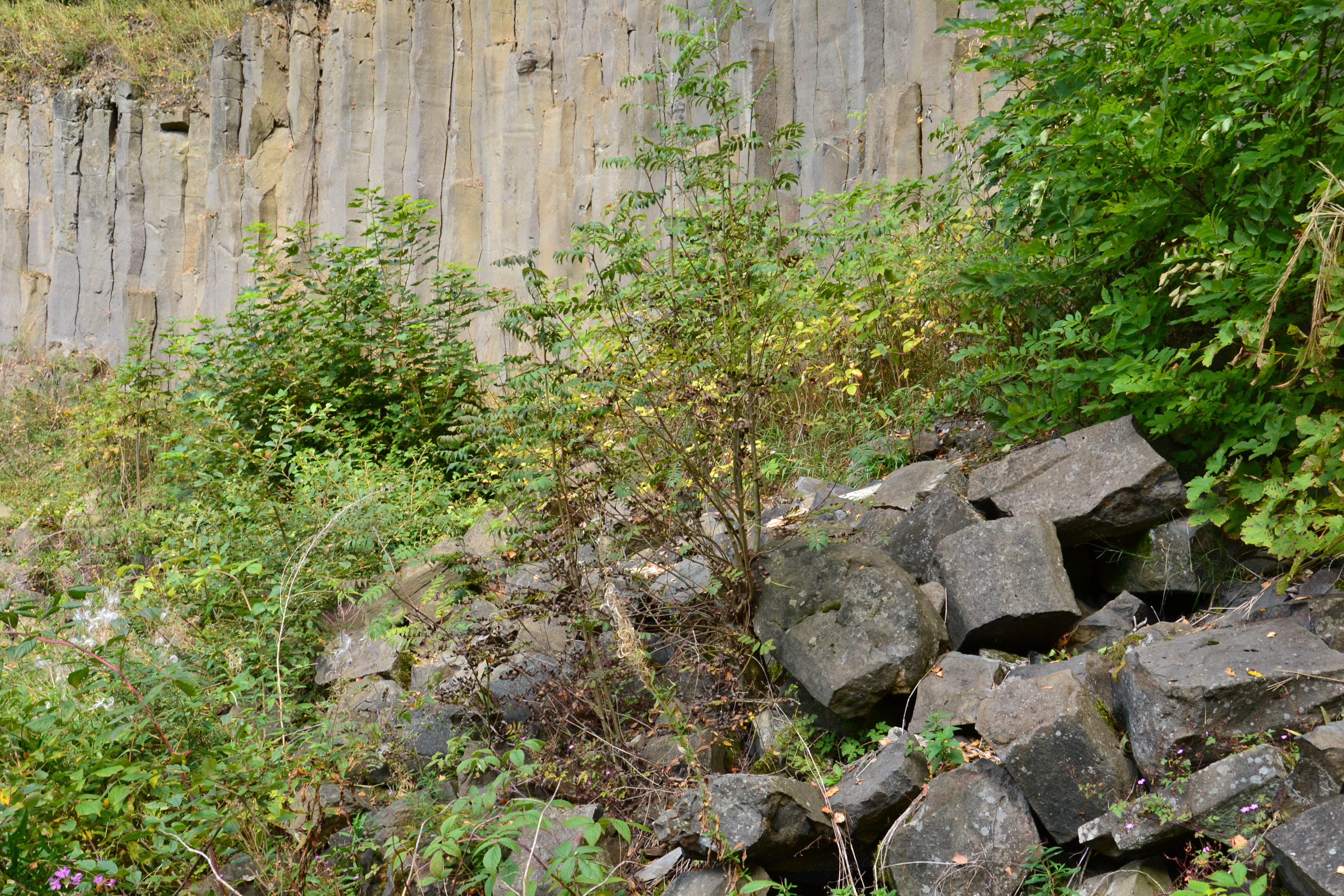
Kameny pod lomovou stěnou
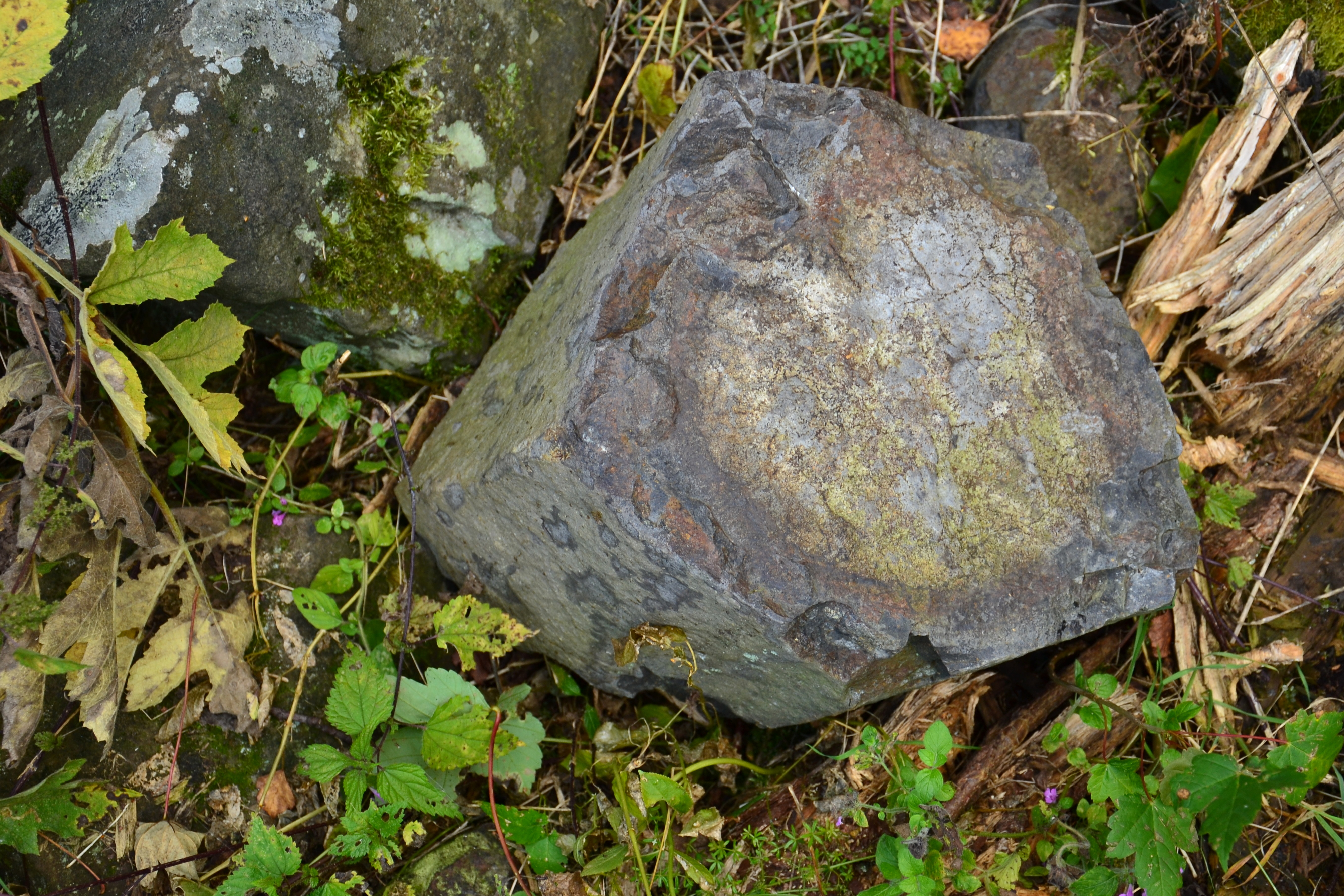
Pětiboký průřez zvětralým sloupcem
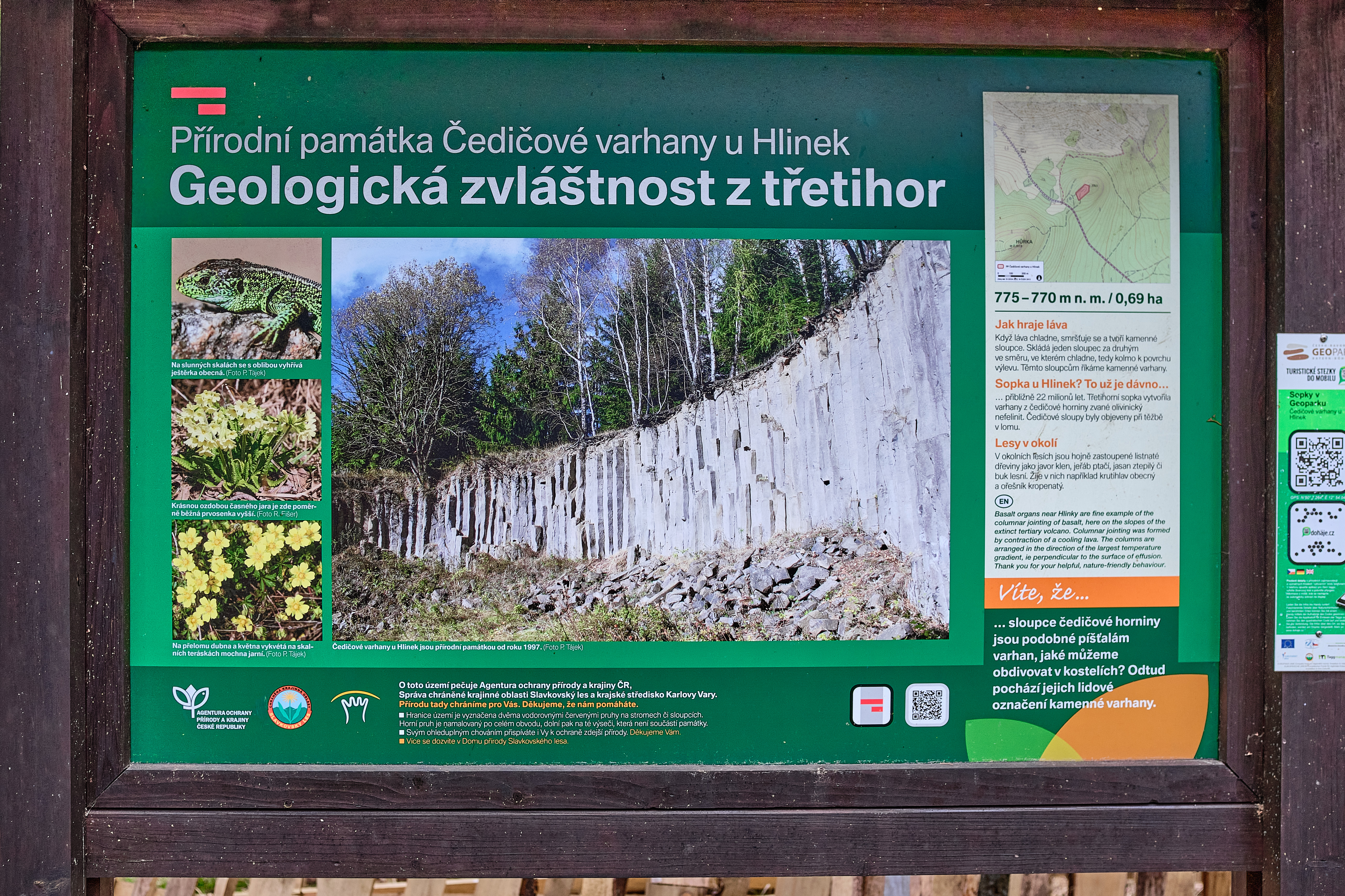
Informační tabule